# Cruz Alta (Almada)

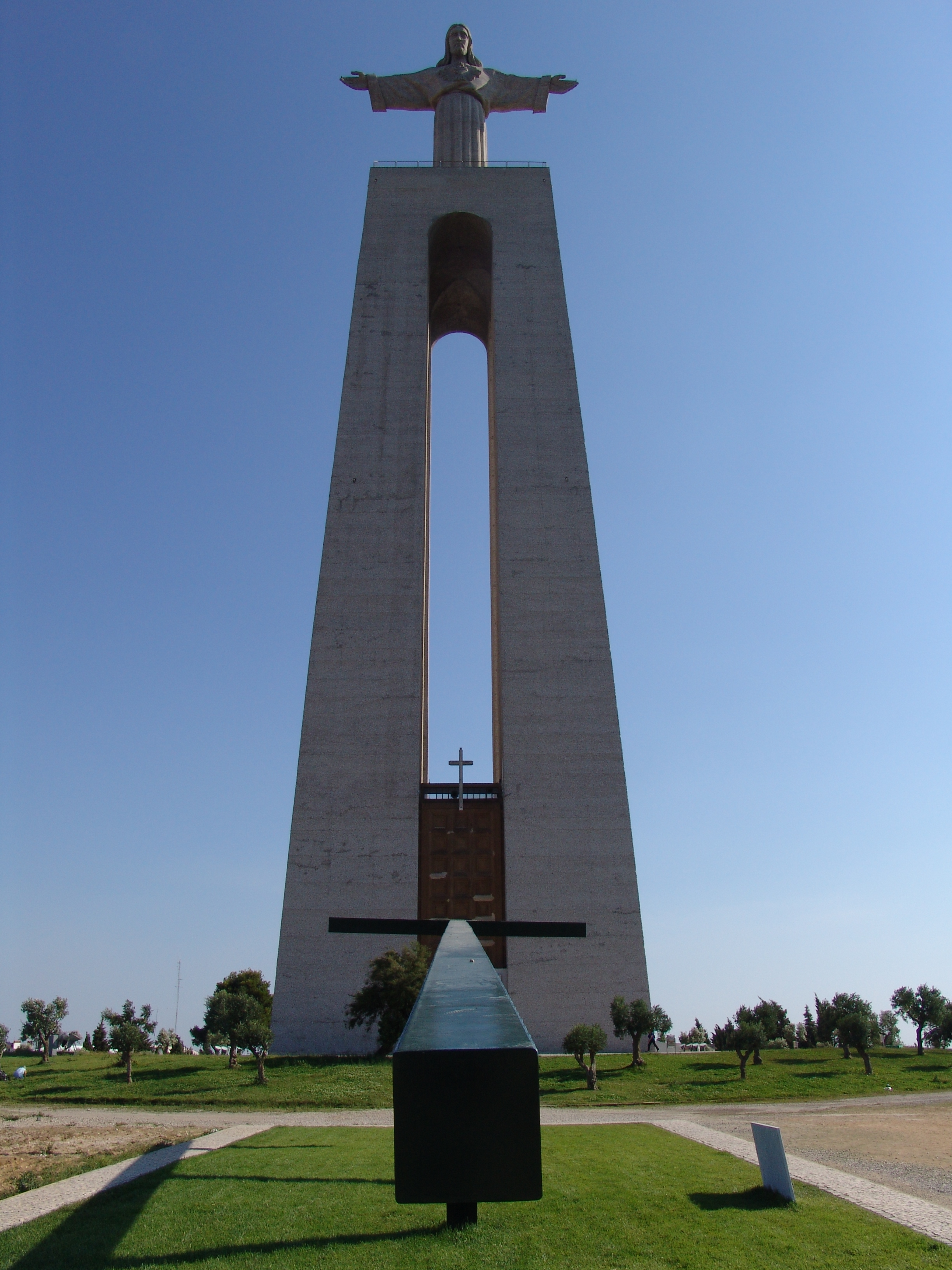
O Santuário de Cristo Rei e a Cruz Alta vinda de Fátima.

A Cruz Alta é um monumento religioso inaugurado no dia 17 de maio de 2007 no Santuário Nacional de Cristo Rei, em Almada, e marca a profunda ligação que existe entre esse local e o Santuário de Fátima, pois foi oferecido por este no início de 2007.
A Cruz Alta, retirada no início das obras de construção da Basílica da Santíssima Trindade, em Fátima, e devidamente restaurada, está agora à entrada do monumento dedicado a Cristo Rei.
A lápide descerrada na inauguração tem inscrito: 
- CRUZ ALTA. Assim era conhecida no Santuário de Nossa Senhora de Fátima. Venerada na Cova da Iria desde o dia 13 de Outubro de 1951 (encerramento do Ano Santo), até ao dia 16 de fevereiro de 2004, altura em que é retirada devido à construção da nova Basílica. Foi oferecida a este Santuário no dia 15 de fevereiro de 2007, sendo inaugurada a 17 de maio do mesmo ano.